# Харківський район (1923—2020)
Ха́рківський райо́н — колишній район на півночі Харківської області, який існував протягом 1923—2020 років і був ліквідований під час Адміністративно-територіальної реформи в Україні. Площа — 1403,4 км². Населення — 187,1 тис. чол. Рік утворення — 1923. Районним центром було місто Харків. До складу району входило два міста: Мерефа і Південне (Люботин — місто обласного значення).

## Географія
Район розташований на півночі Харківської області.
З півдня, заходу і сходу оточує місто Харків — адміністративний, культурний і економічний центр області.
Харківський район займає вигідне економічно-географічне положення і входить до складу приміської зони Харкова.
На півночі район межує з Бєлгородською областю Росії, на сході з Вовчанським та Чугуївським районами, на півдні з Нововодолазьким і Зміївським, на заході з Дергачівським та Валківським районами Харківської області.
Основні річки — Лопань, Харків, Уда.

## Адміністративний устрій
Район адміністративно-територіально поділяється на 2 міські ради, 15 селищних рад та 14 сільських рад, які об'єднують 106 населених пунктів та підпорядковані Харківській районній раді.

### Населені пункти зняті з обліку
- Ключки
- Роганка
- Велика Данилівка

## Політика
25 травня 2014 року відбулися Президентські вибори України. У межах Харківського району були створені 102 виборчі дільниці. Явка на виборах складала — 45,63 % (проголосували 65 850 із 144 309 виборців). Найбільшу кількість голосів отримав Петро Порошенко — 34,99 % (23 040 виборців); Михайло Добкін — 29,15 % (19 195 виборців), Сергій Тігіпко — 7,89 % (5 193 виборців), Юлія Тимошенко — 6,48 % (4 269 виборців), Анатолій Гриценко — 4,56 % (3 002 виборців), Олег Ляшко — 3,95 % (2 601 виборців). Решта кандидатів набрали меншу кількість голосів. Кількість недійсних або зіпсованих бюлетенів — 2,00 %.

## Транспорт
Районом проходить автошлях E40М03 та E105.

## Населення
Розподіл населення за віком та статтю (2001):
| Стать | Всього  | До 15 років | 15-24  | 25-44  | 45-64  | 65-85  | Понад 85 |
| --- | ------- | ----------- | ------ | ------ | ------ | ------ | -------- |
| Чоловіки | 85 655  | 13 591      | 14 670 | 26 080 | 21 828 | 9134   | 352      |
| Жінки | 100 666 | 12 852      | 14 058 | 26 542 | 26 821 | 18 569 | 1824     |
| \| Статево-вікова піраміда \| Статево-вікова піраміда \| Статево-вікова піраміда \| \| ----------------------- \| ----------------------- \| ----------------------- \| \| Чоловіки \| Вік \| Жінки \| \| 352 \| 85 + \| 1824 \| \| 581 \| 80-84 \| 2137 \| \| 1699 \| 75-79 \| 4854 \| \| 3553 \| 70-74 \| 6407 \| \| 3301 \| 65-69 \| 5171 \| \| 5864 \| 60-64 \| 8561 \| \| 3019 \| 55-59 \| 3898 \| \| 6044 \| 50-54 \| 6669 \| \| 6901 \| 45-49 \| 7693 \| \| 7471 \| 40-44 \| 8049 \| \| 6385 \| 35-39 \| 6643 \| \| 5757 \| 30-34 \| 5642 \| \| 6467 \| 25-29 \| 6208 \| \| 7132 \| 20-24 \| 6697 \| \| 7538 \| 15-20 \| 7361 \| \| 6080 \| 10-14 \| 5865 \| \| 4209 \| 5-9 \| 3939 \| \| 3302 \| 0-4 \| 3048 \| |         |             |        |        |        |        |          |
| Статево-вікова піраміда |         |             |        |        |        |        |          |
| Чоловіки | Вік     | Жінки       |        |        |        |        |          |
| 352 | 85 +    | 1824        |        |        |        |        |          |
| 581 | 80-84   | 2137        |        |        |        |        |          |
| 1699 | 75-79   | 4854        |        |        |        |        |          |
| 3553 | 70-74   | 6407        |        |        |        |        |          |
| 3301 | 65-69   | 5171        |        |        |        |        |          |
| 5864 | 60-64   | 8561        |        |        |        |        |          |
| 3019 | 55-59   | 3898        |        |        |        |        |          |
| 6044 | 50-54   | 6669        |        |        |        |        |          |
| 6901 | 45-49   | 7693        |        |        |        |        |          |
| 7471 | 40-44   | 8049        |        |        |        |        |          |
| 6385 | 35-39   | 6643        |        |        |        |        |          |
| 5757 | 30-34   | 5642        |        |        |        |        |          |
| 6467 | 25-29   | 6208        |        |        |        |        |          |
| 7132 | 20-24   | 6697        |        |        |        |        |          |
| 7538 | 15-20   | 7361        |        |        |        |        |          |
| 6080 | 10-14   | 5865        |        |        |        |        |          |
| 4209 | 5-9     | 3939        |        |        |        |        |          |
| 3302 | 0-4     | 3048        |        |        |        |        |          |

## Об'єкти туризму

### Археологічні
Поблизу міста Мерефа виявлено рештки поселення часів неоліту (IV тисячоліття до н. е.); життя продовжувалось тут і в період бронзи (кінець ІІ — початок І тисячоліття до н. е.). Виявлено тут і поселення скіфського часу (V—III століття до н. е.) та поселення Салтово-Маяцької культури (VIII-ІХ століття н. е.).
У селищі Дорошеве знайдено велике городище, що збудовано в скіфські часи (IV-ІІІ століття до н. е.) і використовувалось слов'янами в другій половині І тисячоліття н. е. та в період Київської Русі (Х-ХІІІ століття н. е.). Біля городища є також кургани.
Біля села Циркуни розташоване городище та курганний могильник скіфського часу (IV—III століття до н. е.).
В околицях селища Васищеве знайдено 4 неолітичні поселення (IV тисячоліття до н. е.), два поселення періоду пізньої бронзи (початок І тисячоліття до н. е.) та 4 поселення скіфського часу (V—IV століття до н. е.).
У селищі Коротич знайдено 4 кургани скіфського часу (V—III століття до н. е.).

### Природні
Дендрологічний парк загальнодержавного значення Харківського національного аграрного університету ім. В. В. Докучаєва. Парк засновано в 1972 році. Ідея створення дендропарку виникла в 1950 році, а в 1970 році у зв'язку з перебазуванням інституту в селище Рогань з'явилась можливість її здійснення. Парк планувався як навчальна база для студентів, тому за період з 1972 по 1992 роки за спеціально розробленим проектом були посаджені дерева і кущі, які перетворили дику місцевість в оригінальний лісопарковий ландшафт.
Дендропарк закладено з метою збереження і вивчення у спеціально створених умовах різноманітних видів дерев і чагарників та їх композицій для найефективнішого наукового, навчального, культурного, рекреаційного та іншого використання. Парк розташований на площі 22,8 га, з яких 14,1 га займає колекція і експозиція, 6 га — архівні та клинові насіннєві плантації сосни і дуба, маточно-сортові плантації фундука, решта площі — господарче подвір'я та інтродукційний розплідник. Дендропарк включає штучні насадження паркового типу з інтродукованих порід місцевого походження.
В колекції парку 895 таксонів дерев і кущів, 80 % із них екзоти. Такі види дерев, як береза низька, тис звичайний, сосна кедрова, що входять до колекції дендропарку, занесені до Червоної книги України. За довгі роки існування дендропарк став сучасним навчально-науковим ботаніко-дендрологічним центром, здатним вирішувати питання не тільки інтродукції та акліматизації, а і колекціювання матеріалу для насіннєвого та вегетативного розмноження, охорони природи та раціонального використання природних ресурсів.
Ботанічний заказник місцевого значення «Рязанова балка». Площа 10,0 га, розташований біля с. Рогань. Ділянка східного варіанту лугового степу, де збереглись рідкісні рослини, які знаходяться під загрозою зникнення: астрагал гіллястий, ковила волосиста, ірис низький, анемона, півонія вузьколиста, сон-трава, ломиніс цілолистий, горицвіт весняний. Геоботанічна ділянка служить місцем для проведення наукових дослідів та польової практики студентів.
Ботанічний заказник місцевого значення «Савичів яр». Площа 35,1 га, розташований біля смт. Буди.
Ботанічний заказник місцевого значення «Дроб'янське». Площа 12,6 га. На території Люботинського лісництва під пологом вікових насаджень дубу ростуть рослини, що рідко зустрічаються в лісах області (барвінок, лікарські рослини).
Ботанічний заказник місцевого значення «Альошкина дача». Площа 6,0 га, розташований біля с. Бобрівка, де ростуть рідкі для регіону первоцвіти і рослини занесені до Червоної Книги України: ковила волосиста, ковила Лессінга, а також сон-трава.
Ботанічний заказник місцевого значення «Ковиловий степ». Площа 78,0 га. Балка з унікальною для Європейської частини материка степовою рослинністю.
Ентомологічний заказник місцевого значення «Лаптєве». Площа 5,0 га. Ділянка на південно-східному степовому схилі яружно-балочної системи біля с. Сороківка. Росте різнотрав'я степової і лісостепової рослинності, чагарники. Живе близько 25 видів корисних комах-запилювачів сільськогосподарських культур, в тому числі одиночні бджоли, джмелі.
Ентомологічний заказник місцевого значення «Смородський». Площа 3,0 га. Ділянка на південно-східному степовому схилі балки біля с. Смородське. Росте трав'яниста рослинність цілинного типу. Живе близько 10 видів диких одиночних бджіл і близько 30 видів інших корисних комах.
Ентомологічний заказник місцевого значення «Попова дача». Площа 1,5 га. Біля с. Зернове у верхів'ї степової балки — місце, де ростуть ковила волосиста, сон-трава, горицвіт. Живуть одиночні бджоли, джмелі, дикі оси.
Ботанічна пам'ятка природи місцевого значення «Лісосмуга № 65». Площа 0,4 га. Посадка в с. Рогань 1952 р. Сіянці другого покоління гібридів дубів Високого і Комарова, виведених професором С. С. П'ятницьким. Представляють велику наукову цінність.
Ботанічна пам'ятка природи місцевого значення «Просіки». Площа 4,2 га. Ділянка дубового лісу віком до 180 років. Під пологом дерев-гігантів в 1960 р. посаджені ландшафтні культури дубу червоного, берези, горобини, кленів.
Ботанічна пам'ятка природи місцевого значення «Два дуби-велетні». Площа 0,1 га. Знаходяться в Люботинському лісництві, зрісшись стовбурами на висоті 3 м, два 80-річних дуба.
Ботанічний пам'ятник природи місцевого значення «Великий ліс». Площа 0,2 га. Розташований в Люботинському лісництві. Дерева — залишки дубових лісів віком понад 250 років, заввишки 24 м, діаметром 124 см.
Гідрологічна пам'ятка природи місцевого значення «Джерело ім. Г. С. Сковороди». Площа 6,3 га. Названий на честь українського просвітителя, філософа-демократа Г. С. Сковороди. Джерело з водою високої питної якості. Розташований серед дібров.

### Місця пов'язані з життям і діяльністю видатних осіб
У Мерефі, за деякими відомостями, народився отаман Запорізької Січі Іван Сірко.
З Харківським районом пов'язане життя відомого філософа, педагога Г. С. Сковороди. У 70-ті роки 18 століття Г. С. Сковорода гостював в Бабаях у свого учня, священика Якова Правицького, якому присвятив трактат «Жену Лотову».
Історія селища Високий нерозривно пов'язана з іменами визначного діяча української культури Г. М. Хоткевича, вчених Г. Ф. Проскури, Я. М. Савченка та ін. В селищі мешкали відомі харківські письменники В. Добровольський, І. Муратов, В. Мисик.
Недалеко від Бабаїв біля Холодної криниці, де любив відпочивати Григорій Савич Сковорода, в 1995 році було встановлено бюст філософа (скульптор С. Ястреба).
Також в Бабаях був маєток П. А. Щербініна, харківського прокурора. Один з представників цього роду був знайомий з О. С. Пушкіним. Саме молодий Михайло Щербінін став прототипом Євгенія Онєгіна. О. С. Пушкін присвятив своєму другу вірші «Весёлый пир» та «Щербинину».
У Руських Тишках народився А. І. Кіпріанов — український радянський хімік-органік, академік АН УРСР, заслужений діяч науки.
У селі Борисівка народився Д. І. Яворницький — радянський історик, археолог, етнограф, фольклорист і письменник, академік АН УРСР.

## Здравниці

### Санаторій «Рай-Оленівка»
Санаторій «Рай-Оленівка» — це воістину «райський куточок» на Слобожанщині, що знаходиться в знаменитій дачно-курортній зоні «Пісочин» на відстані 12 км від Харкова. Тут чисте лісостепове повітря, прекрасні природні умови, красивий ландшафт, листяний ліс і сосновий бір. Територія санаторію займає 52 га, з них 46 га — під парком і фруктовим садом. Є 2 ставки, де водяться раки, черепахи і достатньо річкової риби. Основним лікувальним фактором є мінеральна вода «Рай-Оленівка». Вода мінерального джерела «Рай-Оленівка» є близьким аналогом Березівських мінеральних вод і Трускавецької мінеральної води «Нафтуся». Її особливість — значний вміст кременистих з'єднань і заліза.
На даний момент санаторій не працює.

### Санаторій «Гай»
На південній окраїні селища Пісочин, в оточенні каштанів, кленів, беріз розмістився санаторій «Гай». Це санаторій місцевого значення для лікування хворих із серцево-судинними захворюваннями. Вода в «Гаю», що тут одержують із двох артезіанських свердловин, по складу близька до «Березівської» і має успіх у лікувальних цілях. Територія санаторію займає 27 гектарів. У старому тінистому парку росте майже 24 тисячі дерев і чагарників, серед них вікові дуби і липи. На доглянутих клумбах — троянди, жоржини. Центральна алея, прикрашена квітами і фонтанами, закінчується сходами, що веде до ставка з проточною водою. Його дзеркало становить сім гектарів. Улітку тут знаходиться пляж, де можна відпочити. Санаторій «Гай» знаходиться на висоті 168 метрів над рівнем моря, осторонь від промислових підприємств і транспортних артерій. Тут чисте, сухе, насичене киснем повітря. Клімат помірно континентальний, без різких коливань температури.